# Ekran (műhold)
Az Ekran (oroszul: Экран, magyar jelentése: képernyő), más néven Sztacionar–T szovjet geostacionárius távközlési- és műsorszóróműhold-típus. A műhold rendeltetése a szovjet központi televízió színes adásának továbbítása volt a Szovjetunió gyéren lakott szibériai és távol-keleti területeire. A műhold által sugárzott adást közösségi és egyéni berendezéssel lehetett venni. Ez volt a Szovjetunió első geostacionárius pályára állított műholdja. Továbbfejlesztett változatával együtt összesen 27 darabot indítottak 1976–1988 között. GUKOSZ-kódja 11F647.

## Története
A műhold kifejlesztését az 1960-as évek végén kezdték az Alkalmazott Mechanikai Tudományos Termelési Egyesülésnél (NPO PM). Az előzetes tervek és tanulmányok egy 5 kW elektromos teljesítményű nukleáris energiaforrással felszerelt műhold kifejlesztésére irányultak. Az átmeneti pályáról a műholdat egy, a Proton hordozórakétához kifejlesztendő fluor és hidrazin üzemanyagot használó végfokozat juttatta volna geostacionárius pályára. A nukleáris reaktor alkalmazásának ötletét 1971-ben, míg a veszélyes fluor–hidrazin végfokozat – mellyel az Enyergomas már folytatott teszteket – ötletét 1973-ban elvetették, és végül egy sokkal szerényebb műszaki tartalommal rendelkező projektet valósítottak meg. A műhold alapjául a KAUR–3 platformot választották, melyet először a Raduga távközlési műholdnál használtak, míg a végső pályára állást a Proton hordozórakéta DM végfokozata végezte.
Az első műholdat 1976. október 26-án indították. A műhold üzembe állásakor kb. 18–20 millió néző számára tette elérhetővé a szovjet központi televízió adását. A tényleges üzembeállás csúszott, mert a Proton hordozórakéta hibái miatt a korai műholdak egy részének indítása sikertelen volt (az 1978-ban végzett mindhárom indítás sikertelen volt). 1976–1980 között tartott a tesztüzem, majd 1980-tól kezdődött el az üzemszerű műsortovábbítás napi 12–16 órában. 1982-re már 3200 vevőberendezés volt üzemben.
1987-től továbbfejlesztett változatát, az Ekran–M-t indították. Az Ekran–M-nél elsősorban az élettartamát növelő módosításokat hajtottak végre, emellett növelték a napelemek teljesítményét. Ezzel együtt a műhold tömege is 100 kg-mal nőtt.
Összesen 21 db Ekran műholdat indítottak, ebből 18 állt pályára. Az Ekran–M változatból 6 db-t indítottak. Az utolsó indítás 2001. április 7-én történt. Ez a keleti hosszúság 99°-os pozícióba állított műhold az Ekran sorozat utolsó tagjaként 2009. február 1-jén fejezte be működését.
Az Ekran műholdakat később a Gorizont, a Galsz és az Ekszpressz műholdak váltották fel.

## Jellemzői
A KAUR–3 műholdplatformon alapul. Tömege 2000 kg, az Ekran–M esetében 2100 kg. Háromtengelyesen stabilizált műhold. A stabilizálást és az orientációt folyékony hajtóanyagú mikrohajtóművek végezték. A műhold tengelye a Föld középpontja felé volt orientálva. Ezt az irányt 0,25°-os pontossággal tartotta.
Élettartama egy év volt, melyet az Ekran–M-nél három évre növeltek.
Hőszabályozó rendszere folyadék–gáz fázisváltáson alapult. A hengeres testhez csatlakoztak az összesen 25 m² felületű napelemek, melyek 1280 W (Ekran–M-nél 1800 W) elektromos teljesítményt biztosítottak.
A műholdat egy 12 m² felületű fázisvezérelt rácsantennával szerelték fel, melyen kis méretű spirális dipólantennák sora helyezkedett el. Egy transzponderrel rendelkezett. A televíziós adást a Földről egy Moszkva melletti 5 kW teljesítményű adó sugározta a műholdra 6 GHz frekvencián, balra forgó cirkuláris polarizációval. A műhold 200 W teljesítményen, frekvenciamodulációval sugárzott a 702–726 MHz közötti frekvenciatartományban, jobbra forgó cirkuláris polarizációval.
A műholdakat Bajkonurból indították DM végfokozattal ellátott Proton hordozórakétákkal. A hordozórakéta első lépésben alacsony föld körüli parkolópályára állította a műholdat, majd a DM végfokozat innen a geoszinkron pályamagasságra juttatta. A műhold pontos pozícióját driftmozgással állították be. A sorozat korai műholdjai a keleti hosszúság 48° és 95° közötti pozícióban helyezkedtek el. A későbbi műholdakat a keleti hosszúság 99°-os pozícióba állították.

## Műholdvevők
A műhold adásainak vételére közösségi és egyéni műholdvevőket gyártottak, melyek Yagi-antennával működtek:
- Ekran–KR–10 – Közösségi vevőberendezés kisebb települések számára. A műholdról vett jelet a berendezés 10 W teljesítménnyel sugározza és földi antennával 6–7 km sugarú körben nyújtott vételi lehetőséget.
- Ekran–KR–1 – az Ekran–KR–10 csökkentett teljesítményű változata, amely 1 W teljesítményű adóval van ellátva. Kisebb lakónegyedek, tömbházak ellátására alkalmas.
- Ekran – Egyéni műholdvevő berendezés, amely kábeles jelet szolgáltat. Helyi kábeles hálózaton 8 tv-készülék kiszolgálására alkalmas.